# Myrtle Beach Mutiny
Myrtle Beach Mutiny foi uma agremiação esportiva da cidade de Myrtle Beach, Carolina do Sul.  Atualmente disputa a Premier Development League.

## História
O Myrtle Beach Mutiny foi fundado em 2011 e entre 2011 e 2016 disputou a NPSL. Em 2017 a equipe troca a NPSL pela PDL.

## Estatísticas

### Participações
|  | Participações em 2017 |

| Competição     | Competição               | Temporadas | Melhor campanha      | Estreia | Última | P | R |
| Estados Unidos | Lamar Hunt U.S. Open Cup | 1          | Primeira Fase (2016) | 2016    | 2016   |   | – |